# Хуверова брана
36° 0′ 56″ N 114° 44′ 16″ W / 36.01556° С; 114.73778° З
Хуверова брана (енгл. Hoover Dam) је бетонска лучно-гравитациона брана и деривацијски хидроелектрана, на реци Колорадо, између америчких савезних држава Аризоне и Неваде. Грађена је између 1931. године и 1936. године, за време Велике економске кризе у САД. У почетку се звала Боулдер брана, али је касније добила назив према америчком председнику Херберт Хувер.
Брана је висока 221,4 m, а дугачка је 379 m. Ширина круне бране је 14 m, а при дну је брана широка 200 m. Прелив бране има капацитет од 11.000 m³/s, а прелив се врши двема ваљкастим запорницама. Вештачко језеро Мид, које је створено са браном, има укупну површину од 640 km². Укупни капацитет вештачког језера је 35,2 km³, али данас се ниво језера спустио на просечних 19,6 km³. Надморска висина језера је 372 m изнад нивоа мора. Највећа дубина језера је 180 m, а његова дужина је 180 km.
Укупно 16 генератора планирано је за производњу електричне енергије, од тога 8 у Аризони и 8 у Невади. Укупна снага од 1345 MW за производњу електричне енергије постигнута је 1961. године, да би 1993. реконструкцијом повећана на 2080 MW.

## Историја
Већ милионима година река Колорадо тече од својих извора у Стеновитим планинама, до ушћа у Калифорнијском заливу, а у својем је току дугом 2330  створила неколико големих и дубоких кланаца, од којих је свакако најпознатији Велики кањон. Већином тока Колорадо протиче кроз изузетно сува и негостољубива подручја, те његове воде човек користи још од давнина (на основу археолошких ископавања утврђено је да прва насеља уз његове обале потичу из године 600). Насељавањем досељеника важност реке све више добија на значењу, не само за пиће, напајање стоке и наводњавање сувог пустињског тла, већ и за промет. Ипак, основни проблем Колорада су велика одступања његовог протока током година. Тако се због топљења снега у Стеновитим планинама проток у пролеће и рано лето повећавао неколико пута (што је у 19. веку и почетком 20. века узроковало стална плављења подручја око доњег тока, понекад и с катастрофалним последицама) а током касног лета и јесени река се смањивала (што је, опет, због суша угрожавало пољопривредну производњу). Због тога се већ у првим годинама 20. века појавила идеја о зауздавању дивљег тока реке.
У новембру 1922, одржан је састанак на којем су се окупили представници седам америчких савезних држава из слива Колорада (Аризона, Калифорнија, Колорадо, Невада, Нови Мексико, Јута и Вајоминг) и Савезне владе. Тада је потписан Уговор о реци Колорадо којим су утврђени пројекти за регулацију и искориштавање њеног тока. Потписивањем Уговора створене су претпоставке за градњу неколико брана и вештачких језера на току реке, а 1928. амерички Конгрес је донео Закон о пројекту у кањону Боулдер, чиме је одобрена изградња једне од најпознатијих светских брана.

### Градња бране
Радови на градњи велике бране на Колораду започели су 1931, а задњи бетонски блок изливен је 1935. Упркос бројним проблемима који су пратили градњу, конзорцијум шест предузећа које су у њој учествовале (међу којима и неки од и данас познатих светских грађевинских дивова као што је Бехтел), успео је цели пројект да оствари чак две године пре предвиђеног рока и уз трошкове ниже од предвиђених. Погинуло је 112 радника.
У време када је изграђена, брана и припадајућа хидроелектрана сматране су светским чудом технике, а њен је значај за целокупан развој технике и даље незаобилазан, иако већ одавно, ни по димензијама ни по снази ни по производњи електричне енергије није највећа на свету. Брана је стога проглашена америчким националном историјског градитељском знаменитошћу, једним од Седам америчких чуда савременог градитељства, а 1999. године и једним од пет највећих достигнућа градитељства 20. века. Техничке иновације и достигнућа која су развијена током њене градње променила су дотадашња схватања у више техничких подручја и омогућила остваривање бројних других грађевинских подухвата.
Уз пригодну свечаност, брану је 30. септембра 1935. у погон пустио амерички председник Франклин Делано Рузвелт, али производња електричне енергије започела је у октобру 1936, а последња производна јединица (17. водна турбина) уграђена је тек 1961. Брана и припадајућа електрана назване су према 31. америчком председнику Херберту Хуверу, једној од најзаслужнијих особа за њену градњу (не само зато што је при потписивању Уговора о реци Колорадо био представник Савезне владе и током чијег је каснијег председничког мандата градња започела, већ и зато што је предложио неколико решења за њено искориштавање и финансирање).
Изградњом бране створено је дивовско вештачко језеро Мид, названо према др. Елвуду Миду, тадашњем управнику америчке Управе за придобивање земљишта, која је била задужена за остваривање целог пројекта. Вероватно најзанимљивија чињеница је то што је цео пројекат пре свега био замишљен као водопривредни, односно за регулацију тока реке и водоснабдевање, али су целокупна улагања у његово остваривање (која би у данашњој вредности износила око 736 милиона америчких долара), иако покривана из савезног буџета, враћена на основи продаје електричне енергије. Тако се и данас, неколико деценија након што су исплаћена сва средства уложена у градњу, трошкови погона и одржавања у целости покривају продајом електричне струје.

## Галерија
- Испуштање воде из Хувере бране
- Отварање прелива Хуверове бране за време поплаве (1983)
- Градња моста на Хуверој брани (2009)
- Река Колорадо пре градње Хуверове бране (око 1904)